# 白帶豆娘魚
白帶豆娘魚(學名：Abudefduf declivifrons)，為輻鰭魚綱鱸形目隆頭魚亞目雀鯛科的其中一種。分布於東太平洋墨西哥加利福尼亞灣至阿卡普尔科海域，深度1-5公尺，本魚體呈卵圓形且側扁，體色灰色，體側具4至5條淡色的窄橫帶，背鰭叉形，背鰭硬棘13枚、背鰭軟條12-13枚、臀鰭硬棘2枚、臀鰭軟條10枚，體長可達18公分，棲息岩礁區，屬雜食性，以浮游生物、藻類等為食，生活習性不明。